# INAP
Протокол апликацијског нивоа интелигентне мреже (енгл. Intelligent Network Application Part&mdash;INAP) је протокол за сигнализацију који се користи у архитектури интелигентне мреже. Део је низ протокола Систем сигнализације 7, најчешће изнад слоја Апликацијског дела преносних могућности (TCAP).
Међународно удружење за телекомуникације (ITU) дефинише неколико „нивоа могућности“ за овај протокол, почевши са Скупом могућности 1 (енгл. Capability Set 1&mdash;CS-1). Типична употреба за Интелигентну мрежу је услуга превођења броја.
Телефонска централа користи ,  и INAP и зове се у Интелигентној мрежи Комутациона тачка сервиса.